# Programme de dames d'Arthur Samuel
Le programme de dames d'Arthur Samuel est un programme informatique de dames créé par le pionnier de l'informatique américain Arthur Samuel à partir de 1952.
Arthur Samuel s'inspire du programme de dames de Christopher Strachey sorti en juillet 1952. Il le découvre lors d'une conférence organisée la même année à Toronto au Canada, au cours de laquelle Strachey décrit son jeu sur ordinateur. Samuel crée alors son programme de jeu de dames en 1952 sur IBM 701 basé sur les travaux de Strachey. Jusqu'en 1955, il en améliore l'intelligence artificielle, de manière rudimentaire, dans des versions successives et en 1956, une version est présentée à la télévision,,.
Le programme est notable pour avoir gagné contre un prétendument champion américain du jeu de dames. Arthur Samuel est régulièrement cité dans l'histoire du développement de l'intelligence artificielle dans le jeu sur ordinateur, grâce à son programme capable d’auto-apprentissage et son article de 1959 définissant la notion d'apprentissage automatique.